# Nikola Milenković
Nikola Milenković (szerbül: Никола Миленковић; Belgrád, 1997. október 12. –) szerb válogatott labdarúgó, az angol Nottingham Forest játékosa.

## Pályafutása

### Klubcsapatokban
A Partizan saját nevelésű játékosa és náluk lett profi játékos. A 2015–16-os szezont kölcsönben a Teleoptik csapatánál töltötte. 2006 elején 5 éves szerződést kötött a Partizan csapatával. Április 10-én bemutatkozott a bajnokságban a Mladost Lučani ellen. Május 21-én első gólját szerezte meg a klubban a Vojvodina csapata ellen. A 2017–18-as szezontól az olasz Fiorentina játékosa lett. 2017. december 22-én mutatkozott be a Cagliari ellen csereként.
2024. július 18-án az angol Nottingham Forest ötéves szerződést kötött vele.

### A válogatottban
Tagja volt a 2017-es U21-es labdarúgó-Európa-bajnokságon részt vevő keretnek, de pályára nem lépett. Mladen Krstajić szövetségi kapitány meghívta a 2018-as labdarúgó-világbajnokságra utazó keretébe.

### Mérkőzései a válogatottban
| Válogatott | Év       | Pályára lépés | Gól |
| ---------- | -------- | ------------- | --- |
| Szerbia    | 2018     | 10            | 0   |
| Szerbia    | 2019     | 8             | 1   |
| Szerbia    | 2020     | 8             | 0   |
| Szerbia    | 2021     | 6             | 2   |
| Szerbia    | 2022     | 9             | 0   |
| Összesen   | Összesen | 41            | 3   |

## Sikerei, díjai
- Partizan
  - Szerb bajnok: 2016–17
  - Szerb kupa: 2015–16, 2016–17